# Potez XXVII
Potaz XXVII (Potez 27) – francuski samolot rozpoznawczy i lekki samolot bombowy z okresu międzywojennego.

## Historia
W 1924 roku francuska wytwórnia Avions Henri Potez opracowała i zbudowała samolot rozpoznawczy oznaczony jako Potez XXVII. Jego konstrukcja została oparta na wcześniejszych samolotach wytwórni Potez XV i Potez XXV, przy czym z każdej z tych konstrukcji wybrano najbardziej udane elementy.
Pierwszy prototyp został oblatany w sierpniu 1924 roku. Ponieważ lotnictwo francuskie nie było nim zainteresowane, zaproponowano go Polsce, a później także Rumunii. Polska zamówiła 20 samolotów tego typu oraz zakupiła licencję na jego budowę w zakładach lotniczych PWS, zgodnie z umową z 1924 roku zbudowano 75, a następnie według nowej umowy z 1925 kolejne 80 samolotów tego typu.
Po zakończeniu budowany samolotów dla Polski w wytwórni Potez zbudowano także 30 samolotów tego typu dla lotnictwa Rumunii.
Łącznie w okresie od 1924 do 1925 roku zbudowano 206 samolotów tego typu (w tym prototyp), w tym na licencji w Polsce 155.

## Użycie w lotnictwie
Samoloty Potez XXVII były od drugiej połowy 1925 roku wprowadzane do lotnictwa polskiego. Skierowano je do eskadr liniowych, które liczyły po sześć samolotów tego typu. Były one w nich używane do 1931 roku, ale już od 1929 zaczęto je wycofywać z jednostek liniowych, przekazując je do szkolenia lub do rezerwy. Część była także używana do innych celów, np. ostatni samolot tego typu z 2. pułku lotniczego był jeszcze w 1937 roku używany jako holownik celów powietrznych.
Samoloty Potez XXVII w lotnictwie rumuńskim były używane jako lekkie samoloty bombowe.

## Opis techniczny
Samolot rozpoznawczy Potez XXVII był dwupłatem o konstrukcji drewnianej. Kadłub mieścił dwie odkryte kabiny (z przodu pilota, a za nim obserwatora-strzelca). Kadłub pokryty był z przodu blachą, a następnie sklejką i płótnem. Napęd stanowił silnik widlasty, 12-cylindrowy, chłodzony cieczą. Podwozie klasyczne, stałe.
Uzbrojenie stanowił 1 karabin maszynowy Vickers kal. 7,92 mm (synchronizowany – obsługiwany przez pilota) oraz 2 karabiny maszynowe Lewis kal. 7,7 mm (sprzężone na obrotnicy – obsługiwane przez obserwatora) oraz bomby lotnicze o masie do 200 kg.